# Philoliche concitans
Philoliche concitans är en tvåvingeart som först beskrevs av Austen 1910.  Philoliche concitans ingår i släktet Philoliche och familjen bromsar.
Artens utbredningsområde är Nigeria. Inga underarter finns listade i Catalogue of Life.